# Wolverhampton Wanderers F.C.
Wolverhampton Wanderers F.C., ofte blot kaldt Wolves, er en engelsk fodboldklub fra Wolverhampton i English Midlands, der spiller i landets bedste række Premier League. Klubben har været engelsk mester tre gange (1954, 1958 og 1959). Desuden har klubben vundet FA Cuppen 4 gange (1893, 1908, 1949 og 1960).
I 2009 rykkede klubben op i Premier League for anden gang i klubbens historie, idet Wolves vandt The Championship. Oprykningen blev sikret med en 1-0 sejr over Quens Park Rangers på et mål af Sylvan Ebanks-Blake.
Af kendte spillere kan Billy Wright, Kenny Hibbit, Steve Bull,	Sylvan Ebanks-Blake, Paul Ince, Denis Irwin og Chris Iwelumo nævnes, mens bl.a. Stan Cullis, Graham Taylor og Glenn Hoddle har trænet klubben.

## Nuværende Spillertrup
Oversigten er opdateret til og med 6. april 2025
| Nr. | Land            | Position | Spiller              |
| --- | --------------- | -------- | -------------------- |
| 1   | Portugal        | MM       | José Sá              |
| 2   | Irland          | FO       | Matt Doherty         |
| 3   | Frankrig        | FO       | Rayan Aït-Nouri      |
| 4   | Uruguay         | FO       | Santiago Bueno       |
| 5   | Zimbabwe        | MI       | Marshall Munetsi     |
| 6   | Mali            | MI       | Boubacar Traoré      |
| 7   | Brasilien       | MI       | André                |
| 8   | Brasilien       | MI       | João Gomes           |
| 9   | Norge           | AN       | Jørgen Strand Larsen |
| 10  | Brasilien       | AN       | Matheus Cunha        |
| 11  | Sydkorea        | AN       | Hee-chan Hwang       |
| 12  | Elfenbenskysten | FO       | Emmanuel Agbadou     |
| 14  | Colombia        | FO       | Yerson Mosquera      |
| 15  | England         | FO       | Craig Dawson         |
| 18  | Østrig          | AN       | Sasa Kalajdzic       |

| Nr. | Land         | Position | Spiller                |
| --- | ------------ | -------- | ---------------------- |
| 19  | Portugal     | MI       | Rodrigo Gomes          |
| 20  | England      | MI       | Tommy Doyle            |
| 21  | Spanien      | AN       | Pablo Sarabia          |
| 22  | Portugal     | FO       | Nélson Semedo          |
| 24  | Portugal     | FO       | Toti                   |
| 25  | England      | MM       | Daniel Bentley         |
| 26  | Portugal     | AN       | Carlos Forbs           |
| 27  | Frankrig     | MI       | Jean-Ricner Bellegarde |
| 29  | Portugal     | AN       | Goncalo Guedes         |
| 30  | Paraguay     | AN       | Enso González          |
| 31  | England      | MM       | Sam Johnstone          |
| 33  | Frankrig     | FO       | Bastien Meupiyou       |
| 34  | Burkina Faso | FO       | Nasser Djiga           |
| 37  | Brasilien    | FO       | Pedro Lima             |
| 40  | Wales        | MM       | Tom King               |

### Udlånt
| Nr. | Land     | Position | Spiller                                          |
| --- | -------- | -------- | ------------------------------------------------ |
| 6   | Portugal | MI       | Bruno Jordão (Udlånt til Grasshopper)            |
| 13  | England  | MM       | Louie Moulden (Udlånt til Ebbsfleet United)      |
| 18  | England  | MI       | Morgan Gibbs-White (Udlånt til Sheffield United) |
| 29  | Portugal | FO       | Rúben Vinagre (Udlånt til Sporting CP)           |
| 30  | Ecuador  | AN       | Leonardo Campana (Udlånt til Inter Miami)        |
| 33  | England  | MI       | Ryan Giles (Udlånt til Blackburn Rovers)         |
| 34  | England  | FO       | Dion Sanderson (Udlånt til Queens Park Rangers)  |
| 37  | Spanien  | AN       | Adama Traoré (Udlånt til FC Barcelona)           |

| Nr. | Land      | Position | Spiller                                   |
| --- | --------- | -------- | ----------------------------------------- |
| 40  | Japan     | MI       | Hayao Kawabe (Udlånt til Grasshopper)     |
| 62  | Danmark   | MM       | Andreas Søndergaard (Udlånt til Hereford) |
| —   | Ungarn    | FO       | Bendegúz Bolla (Udlånt til Grasshopper)   |
| —   | Irland    | MI       | Connor Ronan (Udlånt til St. Mirren)      |
| —   | Italien   | AN       | Patrick Cutrone (Udlånt til Empoli)       |
| —   | Brasilien | AN       | Léo Bonatini (Udlånt til Grasshopper)     |
| —   | Sydkorea  | AN       | Jeong Sang-bin (Udlånt til Grasshopper)   |